# Самсонс, Вилис Петрович
Вилис Петрович Самсонс (латыш. Vilis Samsons; 3 декабря 1920 — 17 сентября 2011) — латвийский партизан, один из организаторов и участников советского партизанского движения на территориях Латвии и Белоруссии, оккупированных немецкой армией, Герой Советского Союза.

## Биография
Вилис Самсонс родился в семье сельского портного в Лиепне, по окончании школы поступил в Резекненский учительский институт. Выбор профессии продиктовало то, что за учёбу надо было вдвое меньше платить и выпускников обеспечивали работой.
В 1940 году окончил Резекненский учительский институт, работал инспектором Лудзенского уездного отдела народного образования Латвийской ССР.
С началом Великой Отечественной войны был эвакуирован в Алтайский край. Узнав о формировании 201-й Латвийской стрелковой дивизии, записался в неё добровольцем. В Красной Армии с августа 1941 года. Служил в химическом взводе, получил боевое крещение в битве под Москвой.

### В партизанском движении
В 1942 году окончил курсы младших лейтенантов. В феврале 1942 года в дивизии, которая стояла под Старой Руссой, появился Отомар Ошкалнс — коллега Самсонса, учитель, и опытный партийный работник, который набирал крепких и проверенных людей для организации партизанского движения на территории оккупированной Латвии.
В составе группы из 80 человек Вилис Самсонс отправился через линию фронта на родину, в тыл врага. Он возглавил Особый латышский партизанский отряд, где Ошкалнс был комиссаром. Самсонс получил прозвище «Дадзис» (Репей).
Партизаны действовали на территории восточных уездов Латвии. Сопротивление фашистам было организовано силами отрядов по 30-150 человек, разбросанных от Зилупе до Валки. Самсонс был командиром 3-го отряда партизанского полка «За Советскую Латвию». Они взрывали железную дорогу, эшелоны (61), направлявшиеся на фронт в сторону Пскова, гарнизоны и штабы, карали предателей по решению трибунала.
В 1943 году в партизанском отряде Вилис Самсонс познакомился с будущей женой Расмой — она была санинструктором и вылечила его после ранений, полученных в бою с карателями. В том же году он вступил в ВКП(б).
В марте-июле 1944 года в Латвии действовали 3 партизанские бригады. Самсонс в марте 1944 года был назначен командиром Первой латвийской партизанской бригады, в составе которой действовали 3000 человек. К партизанам примыкали многие местные жители, дезертирующие из полиции и немецкой армии сельчане. Часть людей из местных жителей, которые хотели воевать, были оставлены на легальном положении — они были проводниками, снабженцами, собирали продукты, организовывали выпечку хлеба.
После освобождения советской Латвии В. П. Самсонс со своими бойцами влился в 130-й Латышский стрелковый корпус. Полковник (с 1945).
За успешную организацию партизанского движения, проявленные мужество и героизм, 28 июня 1945 года указом Президиума Верховного Совета СССР В. П. Самсонсу присвоено звание Героя Советского Союза. В том же году он уволился в запас и вернулся к мирной жизни.

### Послевоенная деятельность
В 1946 году Самсонс окончил Высшую партийную школу, а в 1949 году — Академию общественных наук при ЦК КПСС. В 1949—1950 годах возглавлял кафедру философии республиканской партийной школы, преподавал в Латвийском государственном университете.
В 1950—1960 годах — министр просвещения Латвийской ССР.
Главный учёный секретарь Президиума Академии наук Латвийской ССР в период с 1960 по 1992 год. С 1968 года — академик АН Латвийской ССР.
С 1958 по 1977 год Вилис Самсонс с экспедицией учёных и учителей ездил по Латвии собирать материалы по истории республики. Обширная информация — документы, фотографии, около 100 воспоминаний современников — хранится в академическом фонде Самсонса. По этим материалам В. П. Самсонс подготовил множество научных работ.
С 1969 года он — председатель Научного совета по энциклопедиям и словарям Латвийской ССР.
Вилис Петрович избирался депутатом Верховного Совета Латвийской ССР, членом президиума Советского комитета ветеранов войны, председателем общества ветеранов 130-го Латышского стрелкового корпуса.
Заслуженный деятель науки Латвийской ССР.
Автор 13 книг. Главный редактор Малой энциклопедии Латвийской ССР.
Умер 17 сентября 2011 года в возрасте 90 лет. Похоронен на кладбище в Царникаве.

## Награды
- Медаль «Золотая Звезда» (№ 7465 от 28 июня 1945)[3][6];
- орден Ленина[3][6];
- орден Красного Знамени[3];
- два ордена Отечественной войны I степени[3];
- два ордена Трудового Красного Знамени;
- орден Дружбы Народов (1980);
- орден «Знак Почёта»[3];
- медали[3].

## Работы
- В. Самсон. Партизанское движение в Северной Латвии в годы Великой Отечественной войны. Рига, Латгосиздат, 1951.
- V. Samsons. Kurzemes partizāni. Rīga, 1959.
- Kurzemes katlā: partizānu un frontes izlūku cīņas : 1944—1945. Riga: Liesma, 1969.
- V. Samsons. Kurzemes meži šalc. Rīga, Liesma, 1974. — 561 стр.
- Naida un maldu slīkšņā. Rīga, «Zinātne», 1983[7].
- В. П. Самсон. Дружба народов победила: совместные действия красных партизан и советских разведчиков в «Курляндском котле» в 1944—1945 гг. Рига, «Авотс», 1980. — 274 стр.
- В. Самсонс. В плену ненависти и заблуждений: эволюция взглядов латышских националистов. Рига, «Зинатне», 1983. — 238 стр.
- В. П. Самсонс. Сквозь метели: воспоминания. Рига, «Лиесма», 1985.
- Dzejas Olimpā un uz barikādēm. Rainiānas metodoloģiskie aspekti. Rīga, «Zinātne», 1985. — 277 стр.[8]
- В. П. Самсонс. К весне: воспоминания. Рига, «Лиесма», 1988.
- Latvijas suverenitātes ideja likteņgriežos: vācu okupācijas laika dokumenti 1941—1945 (1990)[9].